# Мансфілд (Джорджія)
Мансфілд (англ. Mansfield) — місто (англ. city) в США, в окрузі Ньютон штату Джорджія. Населення — 442 особи (2020).

## Географія
Мансфілд розташований за координатами 33°31′0″ пн. ш. 83°44′10″ зх. д. / 33.51667° пн. ш. 83.73611° зх. д. (33.516585, -83.736169).  За даними Бюро перепису населення США в 2010 році місто мало площу 2,72 км², з яких 2,71 км² — суходіл та 0,01 км² — водойми.

## Демографія
Згідно з переписом 2010 року, у місті мешкало 410 осіб у 141 домогосподарстві у складі 114 родин. Густота населення становила 151 особа/км².  Було 159 помешкань (58/км²).
Расовий склад населення:
| - 88,0 % — білих - 7,3 % — чорних або афроамериканців - 1,7 % — азіатів - 0,2 % — корінних американців |

До двох чи більше рас належало 2,2 %. Частка іспаномовних становила 1,7 % від усіх жителів.
За віковим діапазоном населення розподілялося таким чином: 27,8 % — особи молодші 18 років, 60,0 % — особи у віці 18—64 років, 12,2 % — особи у віці 65 років та старші. Медіана віку мешканця становила 37,6 року. На 100 осіб жіночої статі у місті припадало 88,9 чоловіків;  на 100 жінок у віці від 18 років та старших — 94,7 чоловіків також старших 18 років.
Середній дохід на одне домашнє господарство  становив 48 395 доларів США (медіана — 37 500), а середній дохід на одну сім'ю — 51 662 долари (медіана — 39 000). За межею бідності перебувало 13,2 % осіб, у тому числі 18,4 % дітей у віці до 18 років та 20,3 % осіб у віці 65 років та старших.
Цивільне працевлаштоване населення становило 135 осіб. Основні галузі зайнятості: виробництво — 23,0 %, освіта, охорона здоров'я та соціальна допомога — 14,1 %, публічна адміністрація — 13,3 %, будівництво — 12,6 %.